# (3835) Korolenko
(3835) Korolenko es un asteroide perteneciente al cinturón de asteroides, descubierto el 23 de septiembre de 1977 por Nikolái Stepánovich Chernyj desde el Observatorio Astrofísico de Crimea (República de Crimea).

## Designación y nombre
Designado provisionalmente como 1977 SD3. Fue nombrado Korolenko en honor al novelista y periodista ruso soviético Vladímir Korolenko.